# Wielkie kule ognia (film)
Wielkie kule ognia (ang. Great Balls of Fire!) – amerykański film biograficzny z 1989 roku, w reżyserii Jima McBride na podstawie książki Myry Lewis.

## Opis fabuły
Jerry Lee Lewis, gwiazda rock'n'rolla lat pięćdziesiątych XX wieku, zostaje bohaterem skandalu obyczajowego, gdy uwodzi i poślubia swoją trzynastoletnią kuzynkę Myrę.

## Obsada
- Dennis Quaid - Jerry Lee Lewis
- Winona Ryder - Myra Gale Brown
- John Doe - J.W. Brown
- Stephen Tobolowsky - Jud Phillips
- Trey Wilson - Sam Phillips
- Alec Baldwin - Jimmy Swaggart
- Lisa Blount - Lois Brown
- Joshua Sheffield - Rusty Brown
- Mojo Nixon - James Van Eaton
- Jimmie Vaughan - Roland Janes
- David Ferguson - Jack Clement
- Robert Lesser - Alan Freed